# Szikszó
Szikszó es una pequeña ciudad en el condado de Borsod-Abaúj-Zemplén, en el norte de Hungría, a 15 kilómetros de la capital del condado, Miskolc.

## Historia
Szikszó se menciona por primera vez en documentos en 1280. Pertenecía a la finca del clan Aba. Después de 1370, las fincas de Aba en la zona pasaron a ser propiedad del rey Segismundo y, posteriormente, de la reina María. En ese momento, Szikszó ya se había convertido en una ciudad real. La iglesia gótica de la ciudad también se construyó en esa época.
En el siglo XVI, Szikszó y sus terratenientes se convirtieron a la fe protestante y su iglesia pasó a ser protestante.
Durante la ocupación otomana de Hungría, la ciudad fue saqueada e incendiada varias veces. Los ciudadanos fortificaron el edificio más sólido de la ciudad, la iglesia. Varias batallas de las guerras habsburgo-otomanas se produjeron en la ciudad y sus alrededores. En 1588, se libró una batalla cerca de la ciudad, donde el ejército húngaro derrotó a los turcos. En 1679, la ciudad fue testigo de otra batalla, esta vez contra el ejército imperial de los Habsburgo; esta batalla también trajo la victoria húngara, pero los imperiales incendiaron la ciudad como venganza.
Durante la lucha por la independencia contra el dominio de los Habsburgo en 1848, se libró una tercera batalla cerca de Szikszó. Una vez más, los húngaros ganaron.
En 1852, una casa se incendió y todo el pueblo se quemó. Reconstruirlo fue muy costoso y los ciudadanos no podían permitirse los gastos de la recalificación de Szikszó como ciudad, así que en 1866 pidieron al gobierno que lo reclasificara como aldea.
En 1920, tras el Tratado de Trianón, Košice pasó a formar parte de Checoslovaquia, y Szikszó se convirtió en la capital del condado de Abaúj-Torna. Mantuvo este rango hasta que la unificación de los tres condados creó el condado de Borsod-Abaúj-Zemplén.
Durante la Segunda Guerra Mundial, Szikszó fue capturado por las tropas soviéticas del 2º Frente Ucraniano el 30 de noviembre de 1944 en el curso de la Ofensiva de Budapest.
En 1989, Szikszó recuperó el estatus de ciudad.

## Galería

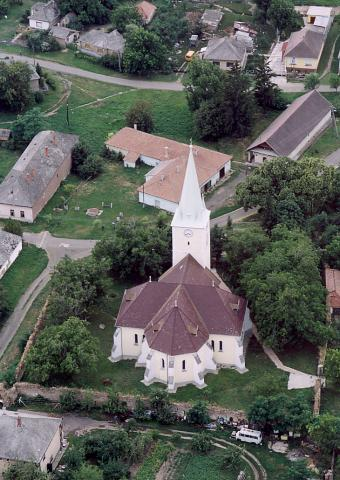
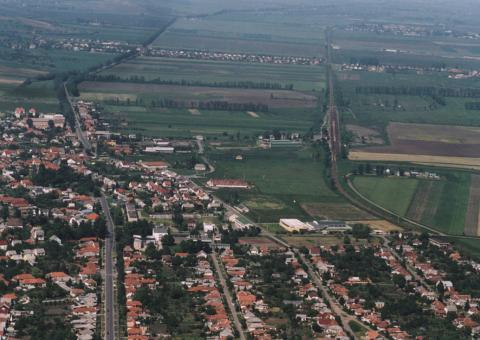
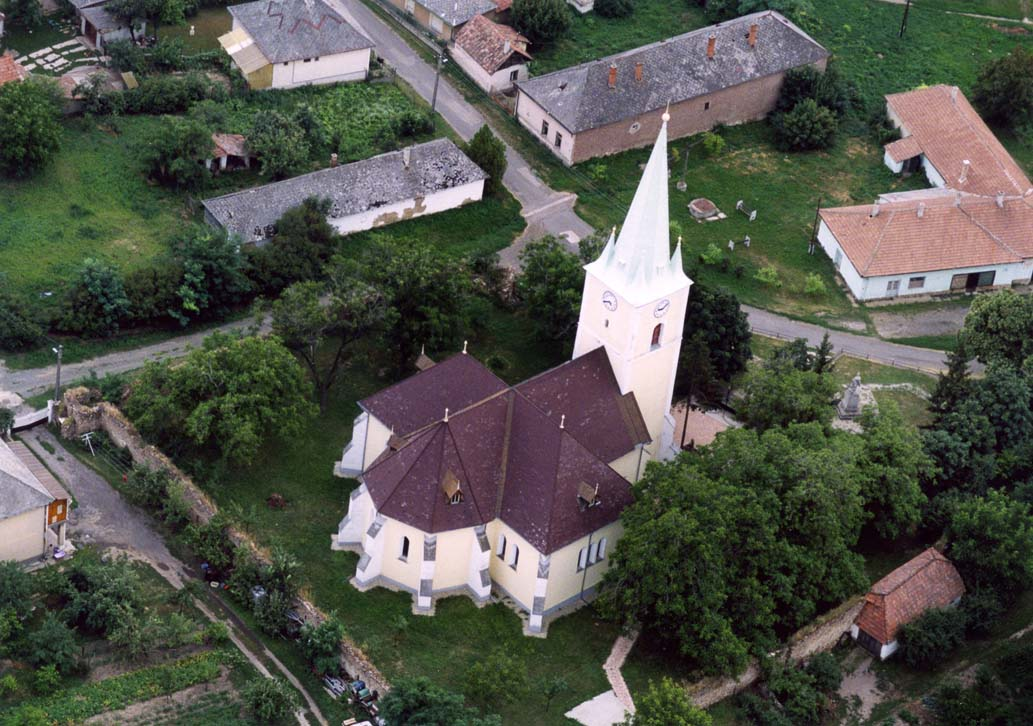
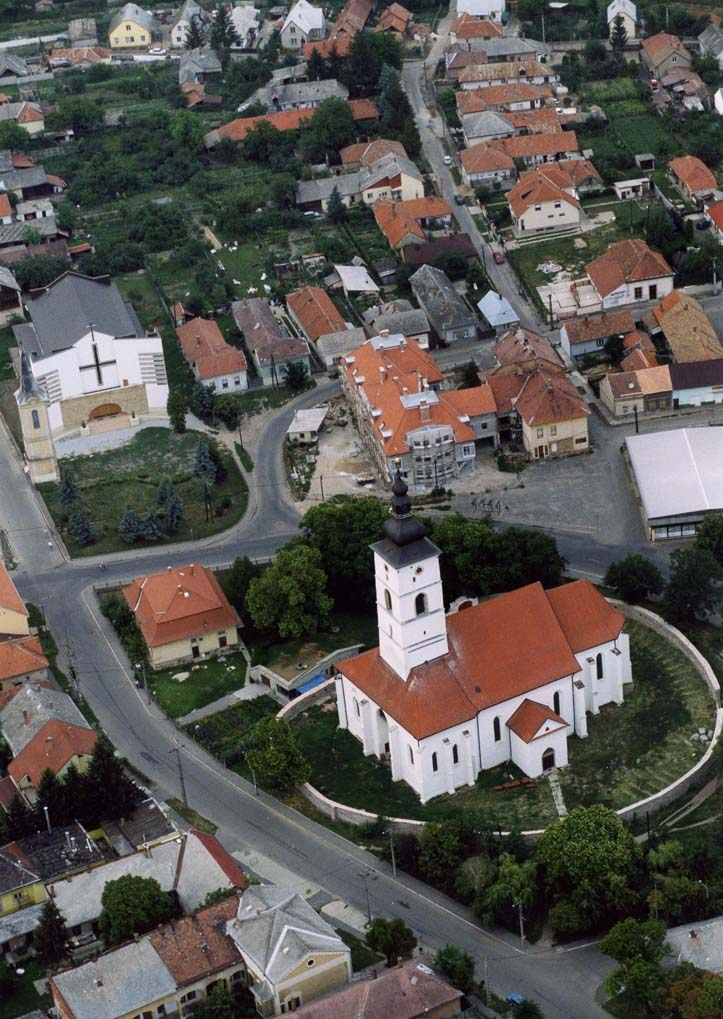

## Lugares de interés turístico
- Mansión Bethania
- Iglesia protestante gótica
- Bodegas de vino

## Ciudades hermanadas
Szikszó está hermanada con:
- Dro, Italia
- Sovata, Rumanía
- Stronie Śląskie, Polonia
- Waldems, Alemania